# Jake Maskall
Jake Maskall es un actor inglés, más conocido por haber interpretado a Danny Moon en la serie EastEnders

## Biografía
Se entrenó en el "London Drama Centre". En 2005 Jake reveló que es gay.

## Carrera
El 30 de diciembre de 2004, se unió al elenco de la popular serie británica EastEnders, donde interpretó a Daniel "Danny" Moon hasta el 31 de marzo de 2006.
En 2010 apareció en la película Centurion, donde interpretó a Argos, un oficial romano. También fue parte de la serie The Tudors en 2012, cuando interpretó al hijo de los Pole, condenado a prisión y muerte. En 2015 se unió al elenco principal de la serie The Royals, donde da al príncipe Cyrus Henstridge hasta ahora.

## Filmografía[5]

### Series de televisión
| Año         | Título      | Personajes                | Notas                             |
| ----------- | ----------- | ------------------------- | --------------------------------- |
| 2015 - 2018 | The Royals  | Príncipe Cyrus Henstridge | 8 episodios (Primera Temporada)   |
| 2013        | The Bible   | Bashaa                    | episodio "Survival" - miniserie   |
| 2010        | Skins       | Oficial de la Policía     | episodio "Cook"                   |
| 2009        | Doctors     | Danny Rickett             | episodio "The End of the Line"    |
| 2009        | The Tudors  | Sir Henry Pole            | episodio "Search for a New Queen" |
| 2004 - 2006 | EastEnders  | Danny Moon                | 76 episodios                      |
| 2004        | Murder City | Alan Scobie               | episodio "Mr. Right"              |
| 2002        | Casualty    | Paul Vesey                | episodio "Acceptance"             |

### Películas
| Año  | Título    | Personaje | Notas |
| ---- | --------- | --------- | --- |
| 2010 | Centurion | Argos     | junto a Michael Fassbender, Olga Kurylenko, Andreas Wisniewski, Dominic West, Dhaffer L'Abidine, JJ Feild, David Morrissey y Ulrich Thomsen |

### Narrador
| Año  | Título               | Notas |
| ---- | -------------------- | ----- |
| 2010 | Colditz - The Legend | -     |

### Apariciones
| Año  | Programa         | Notas              |
| ---- | ---------------- | ------------------ |
| 2006 | The Wright Stuff | panelista invitado |

### Teatro
| Año        | Título                  | Personaje        | Director               | Teatro                  | Notas                                                             |
| ---------- | ----------------------- | ---------------- | ---------------------- | ----------------------- | ----------------------------------------------------------------- |
| 2011       | The Advertisment        | -                | Rupert Goold           | -                       | -                                                                 |
| 2010       | Whatever She Loves      | Mayordomo        | Mirra Bank             | -                       | -                                                                 |
| 2010       | Should Know Better      | Benoit           | Suzann McLean Robinson | The New Diorama Theatre | -                                                                 |
| 2010       | Much Ado About Nothing  | Don John         | Ed Dick                | -                       | -                                                                 |
| 2010       | Hercules                | -                | Alex Clifton           | -                       | -                                                                 |
| 2006, 2008 | Dido, Queen of Carthage | Aeneas           | Rebecca McCutchteon    | Soho Theatre            | -                                                                 |
| 2007       | Closer                  | Dan              | Tamara Harvey          | -                       | -                                                                 |
| 2006       | Faustus                 | Mephestopheles   | Rupert Goold           | Hampstead Theatre       | junto a Scott Handy, Sophie Hunter, Mark Lockyer y Stephen Noonan |
| 2006       | Kind Hearts & Coronets  | Louis Mazzini    | Howard Ross            | -                       | -                                                                 |
| 2003       | A Little Life           | -                | Lucy Gordon Clark      | -                       | -                                                                 |
| 2003       | Troop                   | -                | Bindu Di Stoppani      | Etcetera Theatre        | -                                                                 |
| 1999       | Here Comes a Chopper    | -                | J. Neale-Kennerley     | -                       | -                                                                 |
| 1999       | Home Movies             | Raymond          | Shabnam Shabazi        | -                       | -                                                                 |
| 1999       | The Broken Jug          | Juez Adam        | C. Fettes              | -                       | -                                                                 |
| 1998       | The Alchemist           | -                | C. Fettes              | National Theatre        | -                                                                 |
| 1998       | The Last Waltz King     | Periodista       | Marie Hayward Segal    | -                       | -                                                                 |
| 1998       | The Silver Tassie       | Sylvester Heegan | Charley Sherman        | -                       | -                                                                 |